# آزبورن استور، جامائیکا
آزبورن استور، جامائیکا (انگلیسی: Osbourne Store, Jamaica) یک منطقه مسکونی در جامائیکا است.